# 乌帕尔镇
乌帕尔镇，是中华人民共和国新疆维吾尔自治区喀什地区疏附县下辖的一个乡镇级行政单位，位于喀喇昆仑公路上，也是丝绸之路中通往巴基斯坦的必经之地。“乌帕尔”意为“名贵的石头”，与蛋白石同源为希腊语。下辖17个行政村。11世纪维吾尔族学者麻赫穆德·喀什噶里卒于此地。
2014年，新疆维吾尔自治区人民政府批复同意撤销乌帕尔乡建制，设立乌帕尔镇。

## 行政区划
乌帕尔镇下辖以下地区：
喀拉巴什村、拜什巴格村、亚果村、巴什亚果村、毛拉木贝格村、科克其村、库木巴格村、多格拉提村、肖塔村、约勒吉格代村、喀拉吾斯塘村、阿恰村、诺喀提村、阿依丁库勒村、阿克吾斯塘村、乌普拉特村和农场村。